# كتابة صينية عربية
الكتابة الصينية العربية عبارة عن كتابة الألفاظ العربية بالحروف الصينية وهي من الطرائق التي اتبعها مسلمو الصين لتعلم قراءة القرآن وتدريس اللغة العربية أو ما يطلقون عليه اسم تعليم المدرسة، وهو المكنى بأسلوب التعليم القديم في مقابل أسلوب التعليم الجديد.

## أمثلة
جاء في قاموس المصطلحات الصينية الإسلامية عدد من المفردات العربية المدونة بالحروف الصينية:
| عربية      | صينية           | صينية بالحرف رومي (بنئن) | صينية بالحرف العربي (شياورشن) |
| ---------- | --------------- | ------------------------ | ----------------------------- |
| قبول       | 蓋布勒          | gàibùlēi                 | قَيْ بُ لؤِ                       |
| نفي وإثبات | 乃非 - 伊司巴提 | nǎifēi yīsībātí          | نَيْ فؤِ ءِ سِ بَ تِ                 |
| سلام       | 赛俩目          | sàiliǎngmù               | سَيْ لِيْا مُ                      |

## جينغ تانغ
لغة جينغ تانغ أو لغة المسجد، هي مزيج بين اللغة العربية واللغة الفارسية واللغة الصينية.